# نشان پادما بوشان
پادما بوشان (به هندی: पद्म भूषण، به انگلیسی: Padma Bhushan) سومین جایزه غیرنظامی عالی در جمهوری هند است که پس از بهارات راتنا و پادما ویبوشان و پیش از پادما شری قرار میگیرد. این جایزه در ۲ ژانویه ۱۹۵۴ تأسیس شد و به افرادی (بدون توجه به نژاد، شغل، مقام یا جنسیت) اعطا میشود که خدمات برجسته و ممتاز در هر زمینه ای ارائه داده باشند.
معیارهای اعطای این جایزه شامل «خدمات در هر حوزه، از جمله خدمات ارائه شده توسط کارمندان دولت» مانند پزشکان و دانشمندان میشود، اما کارکنان مؤسسات بخش عمومی را شامل نمیشود. تا سال ۲۰۲۵، این جایزه به ۱۳۴۱ نفر اعطا شده است که شامل ۳۸ مورد پس از مرگ و ۱۰۱ نفر غیرهندی میشود.